# Ney Costa Santos
Ney Costa Santos (Rio de Janeiro, ) é um letrista brasileiro.
É irmão do compositor e cantor Marcelo Costa Santos, parceiro e intérprete de muitas de suas canções, assim como Orlando Morais, Renato Braz e Gal Costa, entre outros artistas.

## Obras
- A palavra (c/ Marcelo Costa Santos)
- Algo no ar (c/ Marcelo Costa Santos)
- Alimento e paixão (c/ Marcelo Costa Santos)
- Balanço das horas (c/ Marcelo Costa Santos)
- Bom (c/ Marcelo Costa Santos)
- Brasa dormida (c/ Marcelo Costa Santos)
- Colar de pérolas (c/ Marcelo Costa Santos e Gray)
- Cunhatã (c/ Marcelo Costa Santos)
- De fogo, luz e paixão (c/ Marcelo Costa Santos)
- Dias dançantes (c/ Marcelo Costa Santos)
- Doce fantasia (c/ Marcelo Costa Santos)
- Eles nº 2 (c/ Marcelo Costa Santos)
- Morena (c/ Marcelo Costa Santos)
- O amor (c/ Caetano Veloso)
- Pedras (c/ Marcelo Costa Santos)
- Rosa e vento (c/ Marcelo Costa Santos e Márcia de Almeida)
- Salto no escuro (c/ Marcelo Costa Santos)
- Samblue (c/ Marcelo Costa Santos)
- Sob o sol de uma rumba (c/ Marcelo Costa Santos)
- Talvez (c/ Marcelo Costa Santos)
- Te chamei (c/ Marcelo Costa Santos)
- Toda mudez (c/ Marcelo Costa Santos)
- Tudo de bom (c/ Marcelo Costa Santos)